# 티씨케이 (기업)
티씨케이(Tokai Carbon Korea Co., Ltd.)은 대한민국의 흑연소재제품회사이다. 본사는 경기도 안성시 미양면 개정산업단지로 71 (개정리)에 있다. 최대주주는 도카이 카본이다.

## 역사
- 1996년 - 한국도카이카본(주) 설립
- 1997년 - 안성에 공장을 설립
- 2000년 - 경기도 중소기업청으로부터 벤처기업을 인증
- 2001년 - 지금의 사명변경
- 2003년 - 기업공개
- 2005년 - 기업부설연구소 설치

## 같이 보기
- 도카이 카본(일본어판)
- 안성시
- 흑연